# فرانز زورن
فرانز زورن (بالألمانية: Franz Zorn) هو متسابق دراجات نارية نمساوي، ولد في 30 أغسطس 1970 في سالفيلدن في النمسا.